# امروز نه
«امروز نه» (انگلیسی: Not Today) ترانه‌ای از گروه پسرانهٔ کره‌ای بی‌تی‌اس برای آلبوم سال ۲۰۱۷ آنها به نام هیچوقت تنها نیستی است و این آلبوم یک ری‌پکیج از دومین آلبوم کره‌ای‌زبان آنها به نام بال‌ها (۲۰۱۶) بود. ترانه‌سرایی این ترانه بر عهدهٔ «هیت‌من» بنگ، آراِم، سوپرمی بوی، جون، و پی‌داگ بوده‌است و کار تهیه‌کنندگی آن را نیز همین پنج نفر انجام داده‌اند. «امروز نه» در تاریخ ۲۰ فوریه ۲۰۱۷ به عنوان دومین تک‌آهنگ این آلبوم توسط بیگ هیت انترتینمنت منتشر شد. یک نسخهٔ ژاپنی از این آهنگ در تاریخ ۱۰ مه ۲۰۱۷ توسط یونیورسال میوزیک ژاپن، به صورت یک بی-ساید از این آلبوم تک‌آهنگ ضبط و توزیع شد و شامل ترانه‌های «خون عرق و اشک» (۲۰۱۶) و «روز بهاری» (۲۰۱۷) بود که هردوی اینها نیز به زبان ژاپنی بودند.

## فهرست قطعات
| - دانلود دیجیتال / استریم – ورژن کره‌ای 1. «امروز نه» – 3:51 - دانلود دیجیتال / ورژن سی‌دی عادی – ورژن ژاپنی 1. «چی، آسه، نامیدا» – ۳:۳۵ 2. «امروز نه» – ۳:۵۲ 3. «روز بهاری» – ۴:۳۴ - چاپ محدود A (سی‌دی + دی‌وی‌دی) – ورژن ژاپنی 1. «چی، آسه، نامیدا» – ۳:۳۵ 2. «روز بهاری» – ۳:۵۲ 3. «روز بهاری» – ۴:۳۴ 4. «خون عرق و اشک» (موزیک ویدئو) 5. «چی، آسه، نامیدا» (موزیک ویدئو) | - چاپ محدود B (سی‌دی + دی‌وی‌دی) – ورژن ژاپنی 1. «چی، آسه، نامیدا» – ۳:۳۵ 2. «امروز نه» – ۳:۵۲ 3. «روز بهاری» – ۴:۳۴ 4. «چی، آسه، نامیدا» (ساخت موزیک ویدئو) 5. «چی، آسه، نامیدا» (ساخت عکس‌های روکش جلد) - چاپ محدود C (سی‌دی + بوک‌لت) – ورژن ژاپنی 1. «چی، آسه، نامیدا» – ۳:۳۵ 2. «امروز نه» – ۳:۵۲ 3. «روز بهاری» |

## اعتبارات و پرسنل
مشخصات برگرفته از یادداشت‌های سی‌دی هیچوقت تنها نیستی است.
- بی‌تی‌اس –  وکال اصلی
- «هیت‌من» بنگ –  ترانه‌سرا
- آراِم –  ترانه‌سرا
- سوپرمی بوی –  ترانه‌سرا
- جون –  کورس، ترانه‌سرا، مهندسی ضبط
- کی‌ام-مارکیت –  ترانه‌سرا (ورژن ژاپنی)
- جونگ‌کوک –  کورس
- پی‌داگ –  تهیه‌کننده، ترانه‌سرا، سینث‌سایزر، کیبورد، تنظیم وکال، رپ تنظیم، مهندسی ضبط
- جونگ وویونگ –  مهندسی ضبط
- جیمز اف. رینولدز –  مهندسی میکس

## تاریخچهٔ انتشار
| کشور  | تاریخ         | ورژن  | قالب(ها)              | ناشر(ان)     | منابع  |
| ----- | ------------- | ----- | --------------------- | ------------ | ------ |
| مختلف | ۲۰ فوریه ۲۰۱۷ | کره‌ای | دانلود دیجیتال استریم | بیگ هیت      | [ ۵ ]  |
| مختلف | ۱۰ مه ۲۰۱۷    | ژاپنی | دانلود دیجیتال استریم | دف جم ویرجین | [ ۶ ]  |
| ژاپن  | ۱۰ مه ۲۰۱۷    | ژاپنی | سی‌دی تک‌آهنگ           | دف جم ویرجین | [ ۷ ]  |
| ژاپن  | ۱۰ مه ۲۰۱۷    | ژاپنی | سی‌دی+دی‌وی‌دی           | دف جم ویرجین | [ ۸ ]  |
| ژاپن  | ۱۰ مه ۲۰۱۷    | ژاپنی | سی‌دی+بوک‌لت            | دف جم ویرجین | [ ۱۰ ] |